# Немолодышев, Степан Арсеньевич
Степан Арсеньевич Немолодышев (1863 — не ранее 1914) — русский педагог.

## Биография
Родился в 1863 году.
В 1892 году окончил Московское техническое училище по специальности инженер-технолог и начал преподавательскую деятельность учитель математики и черчения в Харьковском реальном училище. В следующем учебном году преподавал математику в Тамбовском реальном училище, а 22 августа 1894 года был переведён преподавать математику в Харьковской мариинской женской гимназии. Составил учебник арифметики для 1-го и 2-го класса женских гимназий: «Арифметика целых чисел» ( Харьков, 1899). В это же время появился его очерк-исследование «Взгляд на воспитание и обучение в России» (Харьков, 1898), в котором он обращал внимание на процессы, происходившие в России в начале XIX века: «Образование стало на более твёрдую почву; русское общество начинало уже освобождаться понемногу от опеки западных просветителей и выходить на самостоятельную дорогу». В следующем году он напечатал «Из истории педагогических учений» (Харьков, 1899) и «Педагогические воззрения московского митрополита Платона» (Харьков: Типо-лит. «Печатное дело» кн. К. Н. Гагарина, 1899. — 8 с. — Труды Педагог. отделения Харьковского ист.-филол. общества. 1899. Вып. 6).
С 15 августа 1900 года — инспектор Тульского технического железнодорожного училища, В 1902 году был назначен инспектором Фабричной инспекции Варшавского округа в Гродненской губернии, но уже 15 апреля 1903 года вышел в отставку. Однако в том же году вернулся на службу, приняв должность преподавателя математики и русской словесности в Красноуфимском техническом учебном заведении; одновременно преподавал педагогику в местной женской гимназии. В 1905/1906 учебном году преподавал математику в Барнаульском реальном училище.
В 1907/1908 учебном году преподавал математику в Кременчугском Александровском реальном училище и 1 марта 1908 года был назначен директором Златопольской мужской и женской гимназий и, одновременно,  преподавал математику и законоведение в мужской и педагогику — в женской гимназии. В 1911/1912 учебном году преподавал математику в Киевской Фундуклеевской женской гимназии.
В 1912—1914 годах — начальник и инженер-технолог Омского технического железнодорожного училища.
Был награждён орденами: Св. Станислава 3-й (1909) м 2-й ст., Св. Анны 2-й ст., имел медаль «В память царствования императора Александра III».
С. А. Немолодышев был в числе видных педагогов, развивавших антропологические идеи К. Д. Ушинского.